# Oameni fără importanță
Oameni fără importanță (titlul original: în franceză Des gens sans importance) este un film dramatic francez, realizat în 1956 de regizorul Henri Verneuil, 
după romanul omonim din 1946 a scriitorului Serge Groussard, protagoniști fiind actorii Jean Gabin, Françoise Arnoul, Pierre Mondy și Dany Carrel. 

## Conținut
Jean este șofer de cursă lungă al cărui traseu obișnuit este de la Paris, unde locuiește cu soția și copiii săi lipsiți de afecțiune, până la Bordeaux.  Pe traseu, un popas preferat este La Caravane, un restaurant pe marginea drumului, unde este atras de Clo, o tânără drăguță și afectuoasă, care este înstrăinată de familia ei și pentru a putea să se întreține lucrează ca ospătăriță. Nerăbdătoare să fie alături de Jean, ea renunță la slujbă și pleacă la Paris, unde își găsește de lucru ca și cameristă într-un hotel sordid, folosit de prostituate. Jean se hotărește să își părăsească familia pentru a se muta împreună cu Clotilde. Între timp, Jean a fost concediat, în parte și pentru că tahograful său a arătat prea mult timp de staționare la La Caravane. Fata descoperă că este însărcinată, dar când vrea să-i spună lui Jean, află că acesta tocmai și-a pierdut slujba, așa că nu-i spune nimic, și ajutată de administratorul hotelului unde lucra, găsește pe cineva să facă avort clandestin. 
Când Jean află, este prea târziu. Se hotărăsc cu Clotilde să plece să locuiască cât mai departe de Paris, la Strasbourg, dar pe drum fata se simte tot mai rău ca urmare a avortului și ... moare înainte de a ajunge la destinație. Jean se întoarce înapoi la soția sa și își reia viața anterioară. 

## Distribuție
- Jean Gabin – Jean Viard, șofer de camion, amantul lui Clotilde
- Françoise Arnoul – Clotilde Brachet,  „Clo”, chelneriță
- Pierre Mondy – Pierrot Berty, coechipierul lui Jean
- Paul Frankeur – Émile Barchandeau, restaurator
- Yvette Etiévant – Solange Viard, nevasta lui Jean
- Dany Carrel – Jacqueline Viard, fiica mai vârstnică
- Lila Kedrova – dna. Vacopoulos, proprietara
- Robert Dalban – Gilier, șeful companiei
- Nane Germon – dna. Cussac, mama lui Clotilde
- Pierre Fromont – Brégier, un șofer de camion
- Max Mégy – Philippe, amicul lui Jacqueline
- Héléna Manson – Germaine Constantin
- Marcelle Arnold – portăreasă la Viard
- Gabriel Gobin – bărbatul de la „La croix de Briac”
- Edmond Ardisson – un șofer de camion
- Jacques Ary – un șofer de camion
- Charles Bouillaud – vecinul lui Viard
- Alain Bouvette – șoferul adormit
- André Dalibert – un camionagiu
- Jean Daurand – un infirmier
- Gérard Darrieu – șoferul de camion cu iepurele
- Emile Genevois – un șofer de camion la garaj
- Harold Kay – oficialul american
- Raoul Marco – proprietarul magazinului de mobilă
- Jacques Marin – camionagiul ce s-a legat de Clotilde
- Germaine Michel – vecina din Bordeaux
- Nina Myral – un angajat la chez Barchandeau
- Philippe Clair – un jucător
- Henri Coutet – un angajatdu la garaj
- Edouard Francomme – birtașul
- Jean Blancheur – dl. Constantin, soțul avorteusei